# Jung R 40 C
A Jung R 40 C háromtengelyes dízel-hidraulikus tolatómozdony-sorozat, melyet az Arnold Jung Lokomotivfabrik gyártott 1953 és 1959 között, összesen 14 példányban. A mozdony a Jung harmadik generációs termékpalettájának a része, utódja a Jung R 42 C. A meghajtásról egy MAN gyártmányú, nyolchengeres, négyütemű 440 lóerő névleges teljesítményű dízelmotor gondoskodik. Az erőátvitel a kerekekre vaktengelyen és csatlórudakon keresztül történik.
A mozdonyok jelentős részét az 1980-as évek során újabb modellekkel váltották le.

## Gyártás
A Wehrmacht mozdonyaiból szerzett tapasztalatok alapján a Jung az 1950-es években kidolgozott egy típustervet különböző motorteljesítményű dízelmozdonyok számára. Ez a program 120–600 lóerőig terjedő motorteljesítményű, két- és négytengelyes változatokra terjedt ki. Az R 40 C típusjelzés a mozdony rendeltetését (R = Rangierlokomotive, tolatómozdony), a motorteljesítményt (40 = 400 lóerős motorteljesítmény) és a C tengelyelrendezést jelölte.
1959-ig tizennégy R 40 C mozdonyt gyártottak, holott 1955-től már az utódját, a R 42 C-t is kínálták. Többségüket magán iparvasutaknak, valamint magán vasúttársaságoknak, mint például a Neukölln-Mittenwalder Eisenbahnnak, a Tecklenburger Nordbahnnak és a Bremervörde-Osterholzer Eisenbahnnak szállították. Egy mozdonyt a Német Szövetségi Fegyveres Erőknek is leszállítottak. A mozdonyokat Svédországba és Svájcba is eladták.

## Technika
A mozdonyok vezetőfülkéje a két géptér között kapott helyet. A nagyobbik géptér a motort, a kisebbik a hajtóművet takarja. 
Hajtásukat az MAN W8V 17,5/22A típusú nyolchengeres, négyütemű soros dízelmotorja adja, 440 lóerő teljesítménnyel. Az erőátvitelt a Voith L 37 A hidraulikus hajtómű valósítja meg, a tengelycsoport mögött elhelyezett vaktengelyen keresztül, a kerekeket csatlórudakkal hajtják.

## Üzemeltetők
A mozdonyok többségét az 1980-as évek végén kardántengellyel hajtott gépekre cserélték. Néhányat külföldre adtak el, néhányat selejteztek.

### Düsseldorfi kikötő
Három mozdonyt Düsseldorf város kikötőjének adtak el. Az egyik mozdonyt 1977-ig használtak ott. Ezután eladták azt egy olaszországi pályaépítő vállalatnak, ahol utoljára 2008-ban látták.

### Krefeldi kikötő
Két mozdonyt használtak Krefeld város kikötői és vasúti üzemeiben. Az egyik mozdonyt 1982-ben Olaszországba adták el. A mozdony 2016-ban még mindig szolgálatban volt. A másik 2000-ig volt szolgálatban, amíg súlyos hajtóműhibával félre nem állítottak. A javítás után a mozdonyt Angliába adták el, és 2015-ben még mindig szolgálatban állt egy alagútpálya építkezésén London környékén.

### Bündneri cementgyár
Egy Svájcba szállított mozdony 1956-tól Untervazban állt szolgálatban. A mozdonyt 1996-ban eladták egy osztrák vállalatnak, és Feldkirchben használták. A 2018-as évben látszólag jó állapotban volt.

## Fordítás
- Ez a szócikk részben vagy egészben  a   Jung R 40 C című német Wikipédia-szócikk ezen változatának fordításán alapul.  Az eredeti cikk szerkesztőit annak laptörténete sorolja fel. Ez a jelzés csupán a megfogalmazás eredetét és a szerzői jogokat jelzi, nem szolgál a cikkben szereplő információk forrásmegjelöléseként.